# Brest Business School
Die Brest Business School (vormals: École Supérieure de Commerce Bretagne Brest) ist eine private, staatlich anerkannte wissenschaftliche Wirtschaftshochschule. Sie verfügt über einen Standort in Brest. Die Hochschule führt transnationale Bachelor-, Master-, Promotions- und MBA-Programme sowie Seminare zur Weiterbildung von Managern durch. 
Im Jahr 2021 erhielt die Brest Business School die internationale AACSB-Akkreditierung (Association to Advance Collegiate Schools of Business). Diese Auszeichnung erhalten weltweit nur rund fünf Prozent aller Wirtschaftshochschulen und gilt als eines der wichtigsten Qualitätssiegel im Bereich der Managementausbildung.
Die BBS ist als eine von Hochschulen weltweit akkreditiert durch Conférence des grandes écoles.

## Persönlichkeiten
- Delphine Cousin Questel (* 1991), französische Windsurferin[4]